# Vicariato apostólico de San Ramón
El vicariato apostólico de San Ramón (en latín: Vicariatus Apostolicus Sancti Raymundi) es una circunscripción eclesiástica de la Iglesia católica en Perú. Se trata de un vicariato apostólico latino, inmediatamente sujeto a la Santa Sede. Desde el 11 de marzo de 2003 su vicario apostólico es el obispo Gerardo Antonio Žerdín Bukovec, de la Orden de Frailes Menores.

## Territorio y organización
El vicariato apostólico tiene 72 409 km² y extiende su jurisdicción sobre los fieles católicos de rito latino residentes en las provincias de Chanchamayo y Satipo del departamento de Junín; la provincia de Oxapampa en el departamento de Pasco; parte de la provincia de Atalaya en el departamento de Ucayali. En el territorio se encuentran comunidades nativas de ashenincas, ashanincas (campas), yaneshas (anueshas), nomatsiguengas, píros y cunibos (chamas). También se encuentran las comunidades shipibos en Ucayali.
La sede del vicariato apostólico se encuentra en la ciudad de San Ramón, en donde se halla la Catedral de San Ramón.
En 2022 en el vicariato apostólico existían 25 parroquias agrupadas en 4 decanatos: Oxapampa, Atalaya, Satipo y Chanchamayo. Las parroquias se encuentran en las localidades de: San Ramón, Vítoc, La Merced, Perené, Yurinaki, Pichanaki, Oxapampa, Quillazú, Huancabamba, Villa Rica, Iscozacín, Puerto Bermúdez, Constitución, Satipo, Mazamari, Pangoa, Río Ene, Puerto Ocopa, Cheni, Oventeni, Atalaya, Bolognesi-Tahuanía, Breu-Yurúa. Las misiones están en Túpac Amaru y en Unini.

## Historia

### Antecedentes
La Congregación para la Propagación de la Fe atendió el pedido por decreto Cum interior del 5 de febrero de 1900 y erigió tres prefecturas apostólicas: una de las cuales era la de San Francisco del Ucayali. El 14 de junio de 1925 fue elevada a vicariato apostólico de Ucayali.

### Vicariato apostólico
El vicariato apostólico de San Ramón fue erigido el 2 de marzo de 1956 mediante la bula Cum petierit del papa Pío XII, tras la división del vicariato apostólico de Ucayali, que fue suprimido. León Buenaventura de Uriarte fue designado como primer vicario apostólico.
En 1984 el padre Daniel Córdova Guzmán, administrador apostólico del vicariato apostólico de San Ramón, creó la Escuela de Catequesis con el fin de preparar, actualizar doctrinalmente y procurar realizar su pastoral. En 1988, por resolución ministerial n.º 1090-88-ED, se amplió el servicio con valor oficial y se convirtió en Escuela Superior de Educación Religiosa (ESER)

## Estadísticas
Según el Anuario Pontificio 2023 el vicariato apostólico tenía a fines de 2022 un total de 395 307 fieles bautizados.
| Año                                                                             | Población            | Población | Población      | Sacerdotes | Sacerdotes    | Sacerdotes    | Bautizados por sacerdote | Diáconos permanentes | Religiosos | Religiosos | Parroquias |
| Año                                                                             | Bautizados católicos | Total     | % de católicos | Total      | Clero secular | Clero regular | Bautizados por sacerdote | Diáconos permanentes | Varones    | Mujeres    | Parroquias |
| ------------------------------------------------------------------------------- | -------------------- | --------- | -------------- | ---------- | ------------- | ------------- | ------------------------ | -------------------- | ---------- | ---------- | ---------- |
| 1966                                                                            | 148 000              | 150 000   | 98.7           | 30         | 7             | 23            | 4933                     |                      | 30         | 68         | 14         |
| 1970                                                                            | ?                    | 150 000   | ?              | 23         |               | 23            | ?                        | 1                    | 27         | 73         |            |
| 1976                                                                            | 242 000              | 280 000   | 86.4           | 31         | 5             | 26            | 7806                     |                      | 33         | 83         | 21         |
| 1980                                                                            | 365 000              | 411 000   | 88.8           | 31         | 6             | 25            | 11 774                   |                      | 28         | 93         | 21         |
| 1990                                                                            | 566 000              | 621 000   | 91.1           | 26         | 12            | 14            | 21 769                   |                      | 15         | 53         | 17         |
| 1999                                                                            | 317 000              | 400 000   | 79.3           | 17         | 5             | 12            | 18 647                   |                      | 13         | 48         | 17         |
| 2000                                                                            | 356 000              | 450 000   | 79.1           | 17         | 5             | 12            | 20 941                   |                      | 15         | 48         | 17         |
| 2001                                                                            | 360 000              | 450 000   | 80.0           | 18         | 5             | 13            | 20 000                   |                      | 17         | 53         | 17         |
| 2002                                                                            | 320 000              | 400 000   | 80.0           | 20         | 8             | 12            | 16 000                   |                      | 16         | 61         | 17         |
| 2003                                                                            | 280 000              | 400 000   | 70.0           | 22         | 9             | 13            | 12 727                   |                      | 16         | 59         | 17         |
| 2004                                                                            | 300 000              | 400 000   | 75.0           | 23         | 10            | 13            | 13 043                   |                      | 16         | 54         | 16         |
| 2010                                                                            | 322 000              | 429 000   | 75.1           | 35         | 19            | 16            | 9200                     | 1                    | 17         | 76         | 21         |
| 2014                                                                            | 359 000              | 449 000   | 80.0           | 38         | 24            | 14            | 9447                     | 5                    | 16         | 58         | 21         |
| 2017                                                                            | 370 900              | 463 890   | 80.0           | 38         | 26            | 12            | 9760                     | 5                    | 13         | 63         | 23         |
| 2020                                                                            | 384 700              | 481 000   | 80.0           | 48         | 34            | 14            | 8014                     | 4                    | 14         | 53         | 24         |
| 2022                                                                            | 395 307              | 494 270   | 80.0           | 41         | 27            | 14            | 9641                     | 6                    | 14         | 55         | 25         |
| Fuente: Catholic-Hierarchy, que a su vez toma los datos del Anuario Pontificio. |                      |           |                |            |               |               |                          |                      |            |            |            |

## Episcopologio
- León Bonaventura de Uriarte Bengoa, O.F.M. † (2 de marzo de 1956-19 de enero de 1970 falleció)
- Luis María Blas Maestu Ojanguren, O.F.M. † (11 de marzo de 1971-24 de enero de 1983 falleció)
  - Sede vacante (1983-1987)
- Julio Ojeda Pascual, O.F.M. † (30 de marzo de 1987-11 de marzo de 2003 renunció)
- Gerardo Antonio Žerdín Bukovec, O.F.M., por sucesión el 11 de marzo de 2003[8]